# Juan Pardo Heeren
Juan Aurelio Manuel Pardo Heeren (Lima - Perú, 25 de septiembre de 1910- 27 de agosto de 1967), fue un político peruano que desempeñó como Ministro de Hacienda.

## Biografía
Nació el 25 de septiembre de 1910, dentro de una familia de la aristocracia peruana. Su padre, José Pardo y Barreda, fue Canciller y Presidente del Perú en dos ocasiones, hijo del también Presidente y fundador del Partido Civil, Manuel Pardo y Lavalle, y nieto del poeta y escritor, Felipe Pardo y Aliaga. Su madre, Carmen Heeren Barreda, prima de su padre, era hija de Oscar Heeren Massa y sobrina del conde de Heeren. Su hermano José Pardo Heeren fue el VI marqués de Fuente Hermosa de Miranda.
Ligado por su familia a la Hacienda Tumán, una de las más importantes del país, mantuvo una pequeña participación ahí. Realizó sus estudios escolares en el Colegio Sagrados Corazones Recoleta y superiores en el Trinity Hall de la Universidad de Cambridge, Inglaterra.
El 20 de agosto de 1942, se casó con la mexicana Guadalupe de Escandón Landa, hermana del I marqués de Barrón y sobrina del general Pablo Escandón y Barrón. Tuvieron seis hijos.
Apoyó la candidatura a la Presidencia del general Ernesto Montagne Markholz para las elecciones de 1950, contra el general Manuel A. Odría. Lamentablemente Montagne fue apresado y pese a ordenar el régimen su destierro a la Argentina, esto no se cumplió por la negativa del propio Montagne de solicitarlo por escrito tal como lo indica en sus Memorias (página 236), por lo que Odría quedó como candidato único, ganando las elecciones. 
En 1956, fue nombrado Ministro de Hacienda en el Gabinete Cisneros durante la segunda presidencia de Manuel Prado y Ugarteche. Tuvo que afrontar la crisis económica que dejó el gobierno de Odría, en relación con el dólar teniendo que apelar al Banco Central de Reserva. Asimismo, tuvo que acudir a las emisiones inorgánicas cada vez que la caja fiscal necesitaba dinero, por lo que fue conocido como el ministro de la maquinita. Criticado desde el diario La Prensa por Pedro G. Beltrán, quien planteaba un modelo económico liberal, renunció y fue sustituido por Augusto Thorndike Galup, en 1958.
El 28 de febrero de 1962, fundó junto a Enrique East Álvarez-Calderón, Federico Costa Laurent Garrat y otras personas ligadas al sector empresarial, la Universidad del Pacífico, siendo Presidente del Patronato y Presidente de la Comisión Económica de dicha institución. Dicha universidad se enfoca en las áreas de economía y de gestión institucional y empresarial. 
Fundó, junto a Herbert Patton Johnson y Felipe Benavides, la empresa Diarios Asociados SA (DASA), a la que pertenecieron los periódicos regionales El Pueblo, El Sol, La Voz y El Faro. Asimismo, fundaría el Colegio San Pablo, un internado británico en Chaclacayo, a las afueras de Lima.
Falleció en su casa de Chosica, Lima, el domingo 27 de agosto de 1967, de un infarto al corazón, rodeado de su familia.
Una de las galerías del Instituto Cultural Peruano Norteamericano en el Jr. Cuzco lleva su nombre. Pardo fue socio fundador de esa institución en 1938. Además, fue promotor de The Per Jacobsson Foundation, junto a Eugênio Gudin, Lord Cobbold y Federico Pinedo (hijo).

## Condecoraciones
- 1953: Cruz de la Orden de San Gregorio Magno, Vaticano.
- 1956: Orden al Mérito por Servicios Distinguidos, Perú.
- 1958: Gran Comandante de la Legión de Honor, Francia.
- 1961: Caballero Comandante de la Orden del Imperio Británico, Reino Unido.

## Árbol genealógico
|  |                                                         |  |  |  |  |  |  |  |  |  |  |  |  |  |  |  |
|  | 16. Manuel José Pardo Rivadeneyra y González Bañón      |  |  |  |  |  |  |  |  |  |  |  |  |  |  |  |
|  |                                                         |  |  |  |  |  |  |  |  |  |  |  |  |  |  |  |
|  |                                                         |  |  |  |  |  |  |  |  |  |  |  |  |  |  |  |
|  | 8. Felipe Pardo y Aliaga                                |  |  |  |  |  |  |  |  |  |  |  |  |  |  |  |
|  |                                                         |  |  |  |  |  |  |  |  |  |  |  |  |  |  |  |
|  |                                                         |  |  |  |  |  |  |  |  |  |  |  |  |  |  |  |
|  | 17. Mariana de Aliaga y Borda                           |  |  |  |  |  |  |  |  |  |  |  |  |  |  |  |
|  |                                                         |  |  |  |  |  |  |  |  |  |  |  |  |  |  |  |
|  |                                                         |  |  |  |  |  |  |  |  |  |  |  |  |  |  |  |
|  | 4. Manuel Pardo y Lavalle                               |  |  |  |  |  |  |  |  |  |  |  |  |  |  |  |
|  |                                                         |  |  |  |  |  |  |  |  |  |  |  |  |  |  |  |
|  |                                                         |  |  |  |  |  |  |  |  |  |  |  |  |  |  |  |
|  | 18. Juan Bautista de Lavalle y Zugasti                  |  |  |  |  |  |  |  |  |  |  |  |  |  |  |  |
|  |                                                         |  |  |  |  |  |  |  |  |  |  |  |  |  |  |  |
|  |                                                         |  |  |  |  |  |  |  |  |  |  |  |  |  |  |  |
|  | 9. María de Lavalle y Arias de Saavedra                 |  |  |  |  |  |  |  |  |  |  |  |  |  |  |  |
|  |                                                         |  |  |  |  |  |  |  |  |  |  |  |  |  |  |  |
|  |                                                         |  |  |  |  |  |  |  |  |  |  |  |  |  |  |  |
|  | 19. María Narcisa Arias de Saavedra y Bravo de Castilla |  |  |  |  |  |  |  |  |  |  |  |  |  |  |  |
|  |                                                         |  |  |  |  |  |  |  |  |  |  |  |  |  |  |  |
|  |                                                         |  |  |  |  |  |  |  |  |  |  |  |  |  |  |  |
|  | 2. José Pardo y Barreda                                 |  |  |  |  |  |  |  |  |  |  |  |  |  |  |  |
|  |                                                         |  |  |  |  |  |  |  |  |  |  |  |  |  |  |  |
|  |                                                         |  |  |  |  |  |  |  |  |  |  |  |  |  |  |  |
|  | 20. Manuel Barreda del Perujo                           |  |  |  |  |  |  |  |  |  |  |  |  |  |  |  |
|  |                                                         |  |  |  |  |  |  |  |  |  |  |  |  |  |  |  |
|  |                                                         |  |  |  |  |  |  |  |  |  |  |  |  |  |  |  |
|  | 10. Felipe Barreda y Aguilar                            |  |  |  |  |  |  |  |  |  |  |  |  |  |  |  |
|  |                                                         |  |  |  |  |  |  |  |  |  |  |  |  |  |  |  |
|  |                                                         |  |  |  |  |  |  |  |  |  |  |  |  |  |  |  |
|  | 21. María Mercedes Aguilar y Narvarte                   |  |  |  |  |  |  |  |  |  |  |  |  |  |  |  |
|  |                                                         |  |  |  |  |  |  |  |  |  |  |  |  |  |  |  |
|  |                                                         |  |  |  |  |  |  |  |  |  |  |  |  |  |  |  |
|  | 5. Mariana Barreda y Osma                               |  |  |  |  |  |  |  |  |  |  |  |  |  |  |  |
|  |                                                         |  |  |  |  |  |  |  |  |  |  |  |  |  |  |  |
|  |                                                         |  |  |  |  |  |  |  |  |  |  |  |  |  |  |  |
|  | 22. Gaspar Antonio de Osma y Tricio                     |  |  |  |  |  |  |  |  |  |  |  |  |  |  |  |
|  |                                                         |  |  |  |  |  |  |  |  |  |  |  |  |  |  |  |
|  |                                                         |  |  |  |  |  |  |  |  |  |  |  |  |  |  |  |
|  | 11. Carmen de Osma y Ramírez de Arellano                |  |  |  |  |  |  |  |  |  |  |  |  |  |  |  |
|  |                                                         |  |  |  |  |  |  |  |  |  |  |  |  |  |  |  |
|  |                                                         |  |  |  |  |  |  |  |  |  |  |  |  |  |  |  |
|  | 23. María Josefa Ramírez de Arellano y Baquíjano        |  |  |  |  |  |  |  |  |  |  |  |  |  |  |  |
|  |                                                         |  |  |  |  |  |  |  |  |  |  |  |  |  |  |  |
|  |                                                         |  |  |  |  |  |  |  |  |  |  |  |  |  |  |  |
|  | 1. Juan Pardo Heeren                                    |  |  |  |  |  |  |  |  |  |  |  |  |  |  |  |
|  |                                                         |  |  |  |  |  |  |  |  |  |  |  |  |  |  |  |
|  |                                                         |  |  |  |  |  |  |  |  |  |  |  |  |  |  |  |
|  | 24. Friedrich Heeren                                    |  |  |  |  |  |  |  |  |  |  |  |  |  |  |  |
|  |                                                         |  |  |  |  |  |  |  |  |  |  |  |  |  |  |  |
|  |                                                         |  |  |  |  |  |  |  |  |  |  |  |  |  |  |  |
|  | 12. Carlos Augusto Heeren                               |  |  |  |  |  |  |  |  |  |  |  |  |  |  |  |
|  |                                                         |  |  |  |  |  |  |  |  |  |  |  |  |  |  |  |
|  |                                                         |  |  |  |  |  |  |  |  |  |  |  |  |  |  |  |
|  | 25. Johanna Dorothe Friederike Heeren                   |  |  |  |  |  |  |  |  |  |  |  |  |  |  |  |
|  |                                                         |  |  |  |  |  |  |  |  |  |  |  |  |  |  |  |
|  |                                                         |  |  |  |  |  |  |  |  |  |  |  |  |  |  |  |
|  | 6. Óscar Heeren Massa                                   |  |  |  |  |  |  |  |  |  |  |  |  |  |  |  |
|  |                                                         |  |  |  |  |  |  |  |  |  |  |  |  |  |  |  |
|  |                                                         |  |  |  |  |  |  |  |  |  |  |  |  |  |  |  |
|  | 26. Antonio José Massa del Puerto                       |  |  |  |  |  |  |  |  |  |  |  |  |  |  |  |
|  |                                                         |  |  |  |  |  |  |  |  |  |  |  |  |  |  |  |
|  |                                                         |  |  |  |  |  |  |  |  |  |  |  |  |  |  |  |
|  | 13. María de los Dolores Massa y Grana                  |  |  |  |  |  |  |  |  |  |  |  |  |  |  |  |
|  |                                                         |  |  |  |  |  |  |  |  |  |  |  |  |  |  |  |
|  |                                                         |  |  |  |  |  |  |  |  |  |  |  |  |  |  |  |
|  | 27. María de la Concepción Grana y Visconti             |  |  |  |  |  |  |  |  |  |  |  |  |  |  |  |
|  |                                                         |  |  |  |  |  |  |  |  |  |  |  |  |  |  |  |
|  |                                                         |  |  |  |  |  |  |  |  |  |  |  |  |  |  |  |
|  | 3. Carmen Heeren y Barreda                              |  |  |  |  |  |  |  |  |  |  |  |  |  |  |  |
|  |                                                         |  |  |  |  |  |  |  |  |  |  |  |  |  |  |  |
|  |                                                         |  |  |  |  |  |  |  |  |  |  |  |  |  |  |  |
|  | 28. Manuel Barreda del Perujo                           |  |  |  |  |  |  |  |  |  |  |  |  |  |  |  |
|  |                                                         |  |  |  |  |  |  |  |  |  |  |  |  |  |  |  |
|  |                                                         |  |  |  |  |  |  |  |  |  |  |  |  |  |  |  |
|  | 10. Felipe Barreda y Aguilar                            |  |  |  |  |  |  |  |  |  |  |  |  |  |  |  |
|  |                                                         |  |  |  |  |  |  |  |  |  |  |  |  |  |  |  |
|  |                                                         |  |  |  |  |  |  |  |  |  |  |  |  |  |  |  |
|  | 29.María Mercedes Aguilar y Narvarte                    |  |  |  |  |  |  |  |  |  |  |  |  |  |  |  |
|  |                                                         |  |  |  |  |  |  |  |  |  |  |  |  |  |  |  |
|  |                                                         |  |  |  |  |  |  |  |  |  |  |  |  |  |  |  |
|  | 7. Carmen Ignacia Barreda y Osma                        |  |  |  |  |  |  |  |  |  |  |  |  |  |  |  |
|  |                                                         |  |  |  |  |  |  |  |  |  |  |  |  |  |  |  |
|  |                                                         |  |  |  |  |  |  |  |  |  |  |  |  |  |  |  |
|  | 30. Gaspar Antonio de Osma y Tricio                     |  |  |  |  |  |  |  |  |  |  |  |  |  |  |  |
|  |                                                         |  |  |  |  |  |  |  |  |  |  |  |  |  |  |  |
|  |                                                         |  |  |  |  |  |  |  |  |  |  |  |  |  |  |  |
|  | 11. Carmen de Osma y Ramírez de Arellano                |  |  |  |  |  |  |  |  |  |  |  |  |  |  |  |
|  |                                                         |  |  |  |  |  |  |  |  |  |  |  |  |  |  |  |
|  |                                                         |  |  |  |  |  |  |  |  |  |  |  |  |  |  |  |
|  | 31. María Josefa Ramírez de Arellano y Baquíjano        |  |  |  |  |  |  |  |  |  |  |  |  |  |  |  |
|  |                                                         |  |  |  |  |  |  |  |  |  |  |  |  |  |  |  |
|  |                                                         |  |  |  |  |  |  |  |  |  |  |  |  |  |  |  |